# هاري نورثوب
هاري نورثوب (بالإنجليزية: Harry Northup)‏ هو ممثل أمريكي، ولد في 2 سبتمبر 1940 بأماريلو في الولايات المتحدة.

## أعمال

### أفلام
- (1973) شوارع متوسطة
- (1974) أليس لم تعد تعيش هنا
- (1976) سائق التاكسي[2][3]
- (1980) سيارات مستعملة
- (1991) صمت الحملان[4][5]
- (1993) فيلادلفيا[6]

## وصلات خارجية
- هاري نورثوب على موقع IMDb (الإنجليزية)
- هاري نورثوب على موقع ألو سيني (الفرنسية)
- هاري نورثوب على موقع ألو سيني (الفرنسية)
- هاري نورثوب على موقع ميوزك برينز (الإنجليزية)
- هاري نورثوب على موقع قاعدة بيانات الأفلام السويدية (السويدية)
- هاري نورثوب على موقع أول ميوزيك (الإنجليزية)
- هاري نورثوب على موقع ديسكوغز (الإنجليزية)
- هاري نورثوب على موقع قاعدة بيانات الفيلم (الإنجليزية)
- هاري نورثوب على موقع كينوبويسك (الروسية)